# Баженов Вячеслав Григорович

Загальна інформація
Вячеслав Григорович Баженов (народився 30 жовтня 1937 року) — видатний український науковець, педагог та наставник, чия професійна діяльність тісно пов'язана з Національним технічним університетом "Харківський політехнічний інститут" (НТУ "ХПІ"). Він вніс значний внесок у розвиток технічних наук, освіти та підготовку висококваліфікованих спеціалістів у галузі інженерії та інформатики.
Ранні роки та освіта
Вячеслав Григорович народився 30 жовтня 1937 року в УССР, сьогодні незалежна Україна. З юних років виявляв інтерес до науки і техніки, що визначило його подальший вибір професії. Після закінчення середньої школи з відзнакою (золота медаль), після чого він вступив до Харківського політехнічного інституту, де успішно завершив навчання і отримав ступінь інженера.
Кар'єра та досягнення
Після закінчення інституту, Вячеслав Баженов розпочав свою кар'єру в ХПІ, пройшовши шлях від асистента до професора й декана факультету. Його академічна діяльність охоплює понад п'ять десятиліть, протягом яких він вніс значний внесок у розвиток факультету і університету в цілому.
Професійна діяльність
Наукова і педагогічна діяльність Вячеслава Григоровича зосереджена на кількох ключових напрямках:
- Інженерно-фізичний факультет: Протягом більше ніж 16 років він очолював інженерно-фізичний факультет НТУ "ХПІ", де сприяв розвитку нових навчальних програм і наукових досліджень.
- Факультет інформатики і управління: Після реорганізації факультету, Вячеслав Григорович став деканом факультету інформатики і управління, що дозволило йому впровадити сучасні освітні технології та методи у навчальний процес.

Наукові дослідження і публікації
Вячеслав Баженов є автором численних наукових статей, публікацій і монографій. Його дослідження охоплюють широкий спектр тем, включаючи прикладну фізику, інформатику і інженерну справу. Він активно брав участь у міжнародних конференціях, представляючи свої роботи і обмінюючись досвідом з колегами з різних країн.
Наставництво і підготовка кадрів
За роки своєї роботи, Вячеслав Григорович підготував безліч студентів і аспірантів, які згодом стали успішними науковцями і спеціалістами. Його внесок у підготовку кадрів високо цінується в академічному співтоваристві. Він відомий як вимогливий, але справедливий викладач, завжди готовий підтримати своїх учнів і допомогти їм у вирішенні складних завдань.
Смерть
До нього смерть підійшла дуже раптово. Попри те, що він все життя займався спортом й фізкультурою, дуже полюбляв альпінізм, його організм не витримав навантаження після отриманої травми голови. В кінці жовтня або на початку листопада 2020 року їхав на метро після культурного заходу додому. Коли підіймався сходами на станція метро "Захисників України", був збитий одним з юнаків, що бігли на потяг. Не зміг втримати рівновагу й впав зі сходів на платформу станції. Після цього втратив свідомість й був госпіталізований до лікарні №4 в Харкові ("Міська клінічна лікарня швидкої та невідкладної медичної допомоги №4 імені Мещанінова"). Після оперативної допомоги стан був стабілізований. Незабаром було дозволено приходити родичам. Вячеслав дуже енергічно себе поводив й навіть не було відчуття, що щось може піти не так.
За один тиждень був переведений до приватного пансіону, де цілодобово знаходилися лікарі, які контролювали його стан.
Під час оглядів було встановлено, що є набряк в черепній коробці, який не спадає, а тільки стає більшим, тобто починає давити на стінки голови й мозок зсередини.
Зробити операцію було неможливо через вік Вячеслава, тому що це дуже важке навантаження для організму в цьому віці, що могло призвести до ще більшого погіршенню стана здоров'я.
27 листопада 2020 року Баженов Вячеслав Григорович помер уві сні.
Громадська діяльність і визнання
Вячеслав Баженов активно брав участь у громадському житті університету і міста. Він був членом різних наукових і громадських організацій, вніс внесок у розвиток наукового потенціалу регіону. Його заслуги були відзначені численними нагородами і почесними званнями, включаючи державні нагороди за внесок у науку і освіту.
Особисте життя
Вячеслав Григорович відомий не лише як науковець і викладач, але і як людина з широкими інтересами. Він захоплюється спортом, веде активний спосіб життя і підтримує здорове харчування. Своїм прикладом він надихає студентів і колег на досягнення високих результатів як у професійному, так і в особистому житті.
Був одружений до останнього дня життя. Його жінка є Баженова Тетяна Василівна.
Діти
- Баженов Антон
- Клименко Катерина

Онуки
- Баженов Арсеній
- Клименко Андрій
- Бойко (Клименко) Дар'я

Правнуки
- Бойко Демид

Джерела
1. "ПОЛIТЕХНIК" - Газета Національного технічного університету https://polytechnic.kpi.kharkov.ua/ViewArticle.asp?id=5322
2. "ПОЛIТЕХНIК" - Газета Національного технічного університету https://polytechnic.kpi.kharkov.ua/ViewArticle.asp?id=266
3. Стаття про Вячеслава Григоровича Баженова https://kh.vgorode.ua/news/sobytyia/55207
4. Особиста інформація родичів